# Pielinen Lacus
Il Pielinen Lacus è una struttura geologica della superficie di Titano.